# 라울 페르난데스
라울 페르난데스 발데르드(스페인어 발음: [ɾaˈul feɾˈnandeð βalˈβeɾðe], 1985년 8월 6일 ~ )는 페루의 축구선수로 현재 아틀레티코 그라우 소속이다.